# 里庄真芳
里庄 真芳（さとしょう まさよし）は、日本の漫画家。

## 来歴
『石月くんと晴原さん』を『ジャンプNEXT』（集英社）2014 Voi.4に掲載してデビュー。
原作担当として、『たかはしAND』を『ジャンプGIGA』（同）2016 vol.2に掲載。
『モミジの棋節』を『ジャンプGIGA』2017 vol.1からvol.4に連載。同作と同じ設定の『紅葉の棋節』を『週刊少年ジャンプ』（同）にて2018年24号から同年40号に連載

## 作品リスト

### 連載
- モミジの棋節（監修：田中誠[4]、『ジャンプGIGA』2017 vol1 - vol.4、全1巻[2]）
- 紅葉の棋節（監修：三枚堂達也[5]、『週刊少年ジャンプ』2018年24号[3] - 40号、全2巻）

### 読み切り
- 石月くんと晴原さん（『ジャンプNEXT』2014 vol.4）
- たかはしAND（作画：足鷹高也、『ジャンプGIGA』2016 vol.2） - 原作担当
- Ghostwriter（『ジャンプGIGA』2022 SUMMER）
- ヒトメボレサンダーボルト（『週刊少年ジャンプ』2023年2号[6]）
- 飛んで火にいる夏と蛍（『週刊少年ジャンプ』2024年26号[7]）

## 関連人物
師匠
- 田畠裕基[要出典]